# 나모 이양
나모 이양(拿莫．伊漾,  아미어: Namoh Iyang, 1998년 9월 21일~)은 중화민국의 야구 선수이다. 현재 웨이취엔 드래곤스 소속으로 뛰고 있다. 중국어 이름은 주샹린(중국어 정체자: 朱祥麟, 병음: Zhū Xiánglín, 한자음: 주상린)이다.